# Arado Ar 440
L'Arado Ar 440 era un ricognitore d'alta quota bimotore pianificato dall'azienda tedesca Arado Flugzeugwerke GmbH nei tardi anni quaranta e rimasto allo stadio progettuale.
Sviluppato dal precedente zerstörer multiruolo Ar 240 
ne riproponeva l'impostazione generale introducendo una cabina di pilotaggio pressurizzata.

## Utilizzatori
Germania
- Luftwaffe (previsto)